# فالينهوس
فالينهوس هي مدينة، وبلدية في البرازيل، تتبع ساو باولو، بلغ عدد سكانها 82٬973  نسمة، في 2000، تبلغ مساحتها 148٫538 كيلومتر مربع، رمزها البريدي هو 13270-000 até 13279-999.

## الموقع
تشترك في الحدود مع:
- إتياتيبا.

## مدن توأم
المدن التوأم:
- بيت لحم
- Cavarzere [الإنجليزية]‏.

## أعلام
- جوزيه كارلوس توفولو جونيور